# تای کامیا
تایچی با نام انگلیسی: «تای کامیا» که در ژاپن با نام تایچی یاگامی (八神 太一 Yagami Taichi) نیز شناخته می‌شود، شخصیتی ساختگی در دو فصل نخست انیمه و مانگای دیجی‌مون و فصل هشتم و نهم این انیمه است.
تایچی"'یکی از بچه‌های منتخب{به انگلیسی:digidestin} است. او رهبر گروه هشت نفره بچه‌های منتخب است و او بسیار شجاع، دلیر، زیرک و جسور است. نشان تاج تایچی شجاعت است که رنگ آن نارنجی است. او و شریک دیجیمونی اش آگومون(Agumon) به خیلی از مشکلات غلبه کردند. شریک پیشرفت جوگرس[jogres shinka] تایچی، یاماتو ایشیدا(مت ایشیدا) است، حاصل ترکیب"'وارگریمون"'{وارگریمون سطح نهایی دیجیمون تایچی، آگومون است} با "'متال گارورامون"'(متال گارورامون سطح نهایی دیجیمون یاماتو، گابومون است) امگامون [omegamon به ژاپنی و omnimon به انگلیسی] می‌شود و در دست چپ او سر وارگریمون است، که از آن شمشیر بیرون می‌آید و در دست راست او سر متال گارورامون است، که نوعی اسلحه بیرون می‌آید، این دیجیمون (یا همان امگامون) در سینمایی Digimon adventure:children's war به وجود آمد. تایچی و یاماتو معمولاً باهم می‌جنگند و از هم عصبانی هستند.
تایچی در دومین فصل این سری Digimon adventure 02 در دنیای دیجیتال(digital world) یک دیجیمنتال شجاعت پیدا می‌کند و فکر می‌کنم که برای اوست{چون نشان تایچی شجاعت بود} و وقایع به آن دست زد سه پرتوی نور از آن خارج شد و سه بچهٔ دیگر نیز انتخاب شدند با نام‌های دایسوکه، میاکو و یوری.
در سومین فصل این سری Digimon adventure tri تایچی در مورد خیلی چیزها نگران می‌شود و می‌ترسد که روزی کسی را بکشد، او از صدمه دیدن اشیاء و مردم خیلی بیشتر ناراحت می‌شود، طوری که دیگر نمی‌توانست آگومون را با دیجیوایس پیشرفت دهد. ولی از وقتی که معلم او دایگو نیشیجیما به خاطر آنها جانش را فدا کرد و گفت برید و آینده را بسازید، تایچی مثل قبلاً‌ها مصمم و شجاع شد. با کمک میکو موچیزوکی برای شکست دادن دیجیمونش (میکومون) و قدرت بقیه دیجیمون‌ها امگامون و دیجیوایس‌های تایچی و یاماتو پیشرفته شد و امگامون پیشرفته توانست میکومون رو که حالا به اردینمون پیشرفت کرده بود را شکست دهد.
در سینمایی ماجراجویی دیجیمون:آخرین پیشرفت کیزونا، دیجیمون تایچی و یاماتو به دلیل اینکه بزرگ شدند

«و اینکه در سن ۲۲ سالگی» و دیگر پتانسیل ندارند از بین می‌روند و دیجیوایس‌های آن‌ها از کار می‌افتد و سنگ مانند می‌شود. با این حال در سکانس پایانی دومین فصل digimon adventure 2- تایچی یک مرد ۴۰ ساله است و انسانها و دیجیمون ها درکنار هم زندگی میکنند و تایچی و بقیه دوستان باری دیگر دیجیمون هایشان را ملاقات میکنند.
تایچی در ریبوت این سری نیز حضور دارد(Digimon adventure 2020) که فعلاً برخی قسمت‌هایش در حال ساخت و بعضی قسمت‌ها پخش شده. در این سری اولین دشمن آنها دویمون است و تایچی با همکلاسی‌هایش یک گروه تشکیل داده و می‌خواهد دیجیمون‌های مقدس را پیدا کند.
تایچی ۱۱ ساله است در Digimon adventure
تایچی ۱۴ ساله است در Digimon adventure 02
تایچی ۱۷ ساله است در Digimon adventure tri
و در Digimon adventure:last evolution Kizuna که ۲۲ سال دارد نیز این شخصیت دوست داشتنی و شجاع حضور دارد.
تایچی در ریبوت این سری که Digimon adventure 2020 است ۱۱ سال دارد.
اعضایی خانواده یاگامی (خانواده تایچی و هیکاری) به ترتیب سن:
سوسومو یاگامی (پدر تایچی و هیکاری).
یوکو یاگامی (مادر تایچی و هیکاری).
تایچی یاگامی (دانش آموز)، (بچه منتخب)، (رهبر گروه)، (برادر بزرگتر هیکاری).
هیکاری یاگامی (دانش آموز)، (بچه منتخب)، (خواهر کوچکتر تایچی).
دیجیمون تایچی (آگومون) از کمترین درجه تا بالاترین درجه:
}نوزاد:بوتامون}<[بچه نابالغ:کورومون]<(بچه:آگومون)<{بزرگسال:گریمون}<[عالی:متال گریمون]<(نهایی:وارگریمون) و پیشرفت جوگرس با متال گارورامون که تبدیل به [امگامون] می‌شود.
ابر پیشرفت(cho shinka)تاریک گریمون مساوی است با: اسکال گریمون.